# Börje Nyberg
Nils Börje Emanuel Nyberg, född 26 mars 1920 i Kungsholms församling i Stockholm, död 2 maj 2005 i Katarina församling i Stockholm, var en svensk skådespelare, regissör och manusförfattare.

## Biografi
Nyberg blev 1943 antagen in vid Göteborgs stadsteaters elevskola i samma årskull som Folke Sundquist, Kerstin Karte och Ulla Zetterberg. Han scendebuterade hösten 1944 i Clifford Odets Lyckans gullgosse, där en hel rad av stadsteaterns mest prominenta skådespelare medverkade, som Sven Miliander, Benkt-Åke Benktsson och Kolbjörn Knudsen.
I samband med andra världskrigets slut 1945 reste Nyberg tillsammans med en teatergrupp som de första artisterna från Sverige till Oslo för gästspel genom det nybildade Unga konstnärers Internationella foayer där han satt i styrelsen tillsammans med bland andra Åke Falck.
Säsongen 1946–1947 engagerades Nyberg vid Åbo Svenska teater. Här inledde han också sin karriär som regissör. Under några år var han teaterchef för Wasa Svenska teater. Sedan följde engagemang som skådespelare och regissör vid Helsingborgs stadsteater.
På 1950-talet återkom han till Stockholm igen där han både spelade och regisserade på privatteatrar som Oscars, Vasan och Intiman. Han var även anställd vid Stockholms Stadsteater under många år på 1970-talet.
Som regissör arbetade han ofta med Carl-Gustaf Lindstedt och Arne Källerud. Det blev flera framgångar på Nöjeskatten och långfilmer som bland andra Svenska Floyd, En nolla för mycket och Wild West Story. Nyberg satte upp flera varietéshower på Börsen och regisserade Hagges revy på Lisebergsteatern i Göteborg under flera säsonger.
Som skådespelare medverkade han i flera av Gösta Bernhards komedier och revyer på ABC-teatern och på Lisebergsteatern. På film och TV medverkade Nyberg som skådespelare i produktioner som Här har du ditt liv, Badjävlar, Gräsänklingar med flera.
Han var också verksam som manusförfattare och skrev dessutom en bok om vännen Carl-Gustaf Lindstedt.
1992 satte han upp en musikalversion av folklustspelet Bröderna Östermans huskors på Folkan med bland andra Ewa Roos, Tjadden Hällström och Hasse Burman i huvudrollerna. Året därpå skrev han en uppföljare: Bröderna Östermans glada änka, som hade premiär på Göta Lejon i Stockholm 1994.
Börje Nyberg är gravsatt i Gustav Vasa kyrkas kolumbarium i Stockholm.

## Filmografi i urval
- 1943 – Det brinner en eld
- 1946 – Ungdom i fara
- 1947 – Kvarterets olycksfågel
- 1947 – Supé för två
- 1948 – På dessa skuldror
- 1951 – Tull-Bom
- 1953 – Marianne
- 1954 – I rök och dans
- 1954 – Hjälpsamma herrn
- 1954 – Skattefria Andersson
- 1958 – Jazzgossen
- 1959 – Bara en kypare
- 1961 – Svenska Floyd
- 1961 – Stöten
- 1962 – En nolla för mycket
- 1963 – Prins Hatt under jorden
- 1965 – Calle P
- 1966 – Här har du ditt liv
- 1968 – Fanny Hill
- 1969 – Ur kärlekens språk
- 1969 – Eva - den utstötta
- 1971 – Badjävlar
- 1971 – 47:an Löken
- 1972 – Anderssonskans Kalle
- 1972 – 47:an Löken blåser på
- 1972 – Strandhugg i somras
- 1973 – Bröllopet
- 1974 – Inkräktarna
- 1975 – Släpp fångarne loss – det är vår!
- 1977 – 91:an och generalernas fnatt
- 1980 – Sverige åt svenskarna
- 1982 – Gräsänklingar
- 1982 – Jönssonligan & DynamitHarry
- 1985 – Nya Dagbladet
- 1986 – Morrhår och ärtor

### Regi i urval
- 1958 – Skillingdröm
- 1961 – Svenska Floyd
- 1962 – En nolla för mycket
- 1964 – Wild West Story
- 1966 – Jag – en älskare
- 1968 – Kvinnolek

### Filmmanus
- 1958 – Skillingdröm
- 1961 – Svenska Floyd
- 1964 – Wild West Story

## Teater

### Roller
| År   | Roll                    | Produktion | Regi                | Teater                   |
| ---- | ----------------------- | --- | ------------------- | ------------------------ |
| 1942 |                         | Svart granit Sekel Nordenstrand                                                                                                | Manne Grünberger    | Folkan                   |
| 1948 | Hotelldirektören        | Född i går Garson Kanin | Gunnar Ekström      | Helsingborgs stadsteater |
| 1948 | Luka Chlopov            | Revisorn Nikolaj Gogol | Lars-Levi Læstadius | Helsingborgs stadsteater |
| 1948 | Gregor                  | All världens rikedom Jean-Paul Sartre                                                                                          | Lars-Levi Læstadius | Helsingborgs stadsteater |
| 1948 | Medverkande             | Titt in på Tittut, revy Rune Moberg och Tylle Herlin                                                                           | Lars-Levi Læstadius | Helsingborgs stadsteater |
| 1949 | Harold Mitchell         | Längtans spårvagn Tennessee Williams                                                                                           | Lars-Levi Læstadius | Helsingborgs stadsteater |
| 1949 | Monsieur Maingot        | Diana går på jakt Terence Rattigan                                                                                             | Gunnar Ekström      | Helsingborgs stadsteater |
| 1949 | Henry Lyppiatt          | Fröjd för stunden Noël Coward                                                                                                  | Lars-Levi Læstadius | Helsingborgs stadsteater |
| 1949 | Gregers Werle           | Vildanden Henrik Ibsen | Lars-Levi Læstadius | Helsingborgs stadsteater |
| 1949 | Célestin                | Lilla helgonet Hervé, Henri Meilhac och Albert Millaud                                                                         | Mats Johansson      | Helsingborgs stadsteater |
| 1950 | Moony                   | Moony's grabb gråter inte Tennessee Williams                                                                                   | Mats Johansson      | Helsingborgs stadsteater |
| 1950 | Sir Hugh Lacy           | Skomakarens frimåndag Thomas Dekker                                                                                            | Lars-Levi Læstadius | Helsingborgs stadsteater |
| 1950 | Förste svartabörshajen  | Dafne James Bridie | Ernst Eklund        | Vasateatern              |
| 1950 | Jean Pierre             | Ungkarlsmamman Marc-Gilbert Sauvajan och Fred Jackson                                                                          | Martha Lundholm     | Vasateatern              |
| 1952 |                         | Trettondagsafton William Shakespeare                                                                                           | Sandro Malmquist    | Skansens friluftsteater  |
| 1953 |                         | Saken är Oscar P.G. Wodehouse, Guy Bolton och Cole Porter                                                                      | Georg Funkquist     | Oscarsteatern            |
| 1954 |                         | Farligt uppdrag (Seagulls over Sorrento) Hugh Hastings                                                                         | Keve Hjelm          | Riksteatern              |
| 1957 | Kotjkarjov              | Frieriet Nikolai Gogol | Anita Blom          | Parkteatern              |
| 1957 |                         | Kärlekens fars Helge Krog | Palle Granditsky    | Borås kretsteater        |
| 1960 | Ross Barnett            | Äktenskapskarusellen Leslie Stevens                                                                                            | Gustaf Molander     | Blancheteatern           |
| 1964 | Bratt                   | Hur man lyckas i affärer utan att egentligen anstränga sig Frank Loesser, Abe Burrows, Jack Weinstock och Willie Gilbert       | Folke Abenius       | Oscarsteatern            |
| 1968 | Herb Miller Försäljaren | Älskling, du vet att jag inte hör dig när vattnet rinner (You Know I Can't Hear You When The Water Is Running) Robert Anderson | Per Gerhard         | Lilla teatern            |
| 1970 | Jonathan Brewster       | Arsenik och gamla spetsar Joseph Kesselring                                                                                    | Hasse Ekman         | Scalateatern             |
| 1973 | Havlitschek             | An der schönen blauen Donau Ödön von Horvath                                                                                   | Jan Håkanson        | Stockholms stadsteater   |
| 1992 |                         | Bröderna Östermans huskors Oscar Wennersten                                                                                    |                     | Folkan                   |

### Regi
| År   | Produktion                          | Upphovsmän                                                        | Teater                   |
| ---- | ----------------------------------- | ----------------------------------------------------------------- | ------------------------ |
| 1948 | Rödluvan Rotkäppchen                | Robert Bürkner Översättning Ingmar Bergman                        | Helsingborgs stadsteater |
| 1949 | Dialog                              | Bengt Blomgren                                                    | Helsingborgs stadsteater |
| 1949 | Slottsbalen L'Invitation au château | Jean Anouilh Översättning C.G. Bjurström och Tuve Ambjörn Nyström | Helsingborgs stadsteater |
| 1950 | Fallet Winslow The Winslow Boy      | Terence Rattigan Översättning Herbert Wärnlöf                     | Helsingborgs stadsteater |

## Radioteater

### Roller
| År   | Roll                 | Produktion                                     | Regi               |
| ---- | -------------------- | ---------------------------------------------- | ------------------ |
| 1952 | Överkonstapel Wiberg | Hillmans semester: Liten tuva... Folke Mellvig | Lars Madsén        |
| 1955 | En portier           | Hillman och de tre ingenjörerna Folke Mellvig  | Carl-Otto Sandgren |
| 1958 | Konstapeln           | Flyg fula fluga... Folke Mellvig               | Carl-Otto Sandgren |